# Gedächtnis der Schmerzen Mariens

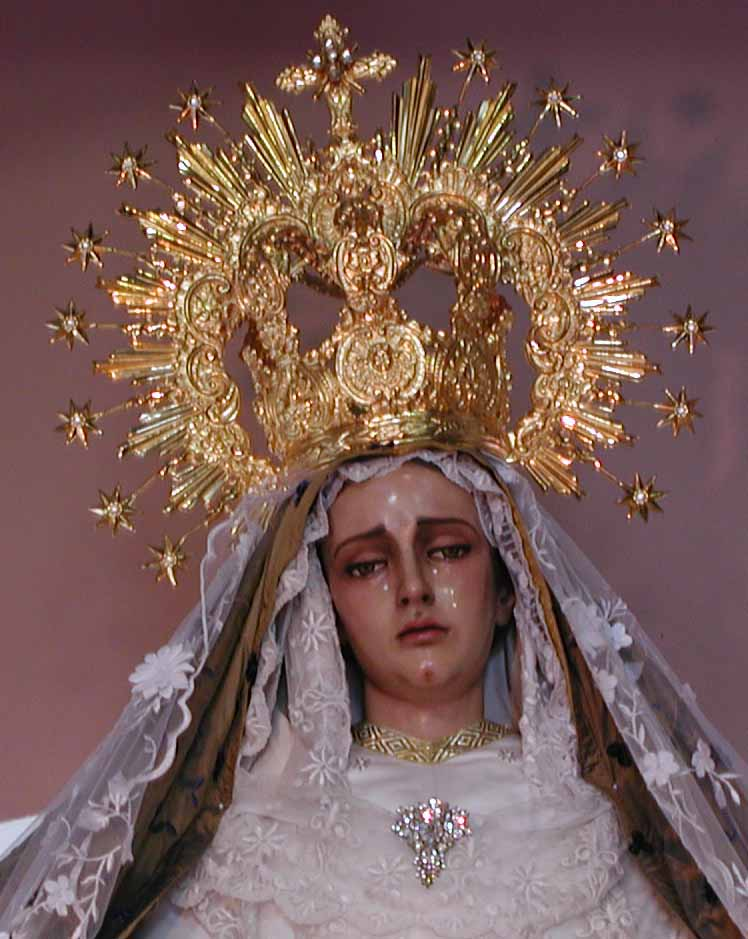
Die Mutter Gottes von Warfhuizen

Gedächtnis der Schmerzen Mariens, lateinisch „[Memoria] Beatæ Mariæ Virginis Perdolentis“ („[Gedächtnis] der seligen, schmerzensreichen Jungfrau Maria“), bis zur Liturgiereform das Fest der Septem Dolorum Beatæ Mariæ Virginis („[Fest] der sieben Schmerzen Mariens“). Der Gedenktag dieses Marienfestes im Kirchenjahr der römisch-katholischen Kirche wird am 15. September begangen und hat eine eigene Sequenz, das Stabat mater. Die Ikonographie stellt Maria als Mater Dolorosa („Schmerzensmutter“) dar.

## Das Fest im liturgischen Kalender
Der Gedenktag der Schmerzen Mariens folgt unmittelbar auf das Fest der Kreuzerhöhung am 14. September und steht zu ihm in innerer Beziehung. Wird an Kreuzerhöhung verehrend auf das Kreuz Jesu Christi als Siegeszeichen und Baum des Lebens geblickt, so wird am Tag darauf das Mitleiden Marias als Mutter und Verkörperung der Kirche und Vorbild für alle Glaubenden gepriesen.
Die vorkonziliare Bezeichnung dieses Ideenfestes war Sieben Schmerzen Mariens, wobei die Zahl Sieben eine Totalität bezeichnete, in der Volksfrömmigkeit aber auch mit einzelnen Lebensstationen Marias verbunden wurde. Die sieben Schmerzen Mariens sind der Gegenpol zu den sieben Freuden, deren früher am Gedenktag Maria Lätitia gedacht wurde.
Der 15. September mit dem Gedächtnis der sieben Schmerzen Mariens wurde 1814 von Papst Pius VII. für die Gesamtkirche eingeführt, nachdem es schon seit 1667 vom Servitenorden gefeiert worden war. Bis zur Liturgiereform wurde auch am Freitag nach dem Passionssonntag ein Fest der sieben Schmerzen Mariä begangen; bis auf die Collecta war das Messformular identisch. Die Feier in der Passionswoche wurde von Papst Benedikt XIII. 1727 vorgeschrieben. Seit 1423 ist der vierte Freitag nach Ostern das historische Kalenderdatum, an dem das Fest als sogenanntes Kompassionsfest, das Fest der „Betrübnis und Schmerzen Mariens unter dem Kreuz“, in der katholischen Kirche gefeiert wird.
Im Jahr 1927 erklärte Papst Pius XI. durch das Dekret Celebre apud Slovaccham gentem (Festlich begangen beim slowakischen Volk) die Muttergottes von den sieben Schmerzen zur Patronin der Slowakei. Der 15. September ist daher ein Feiertag in der Slowakei.

## Die sieben Schmerzen Mariens
Die sieben Schmerzen Mariens sind:

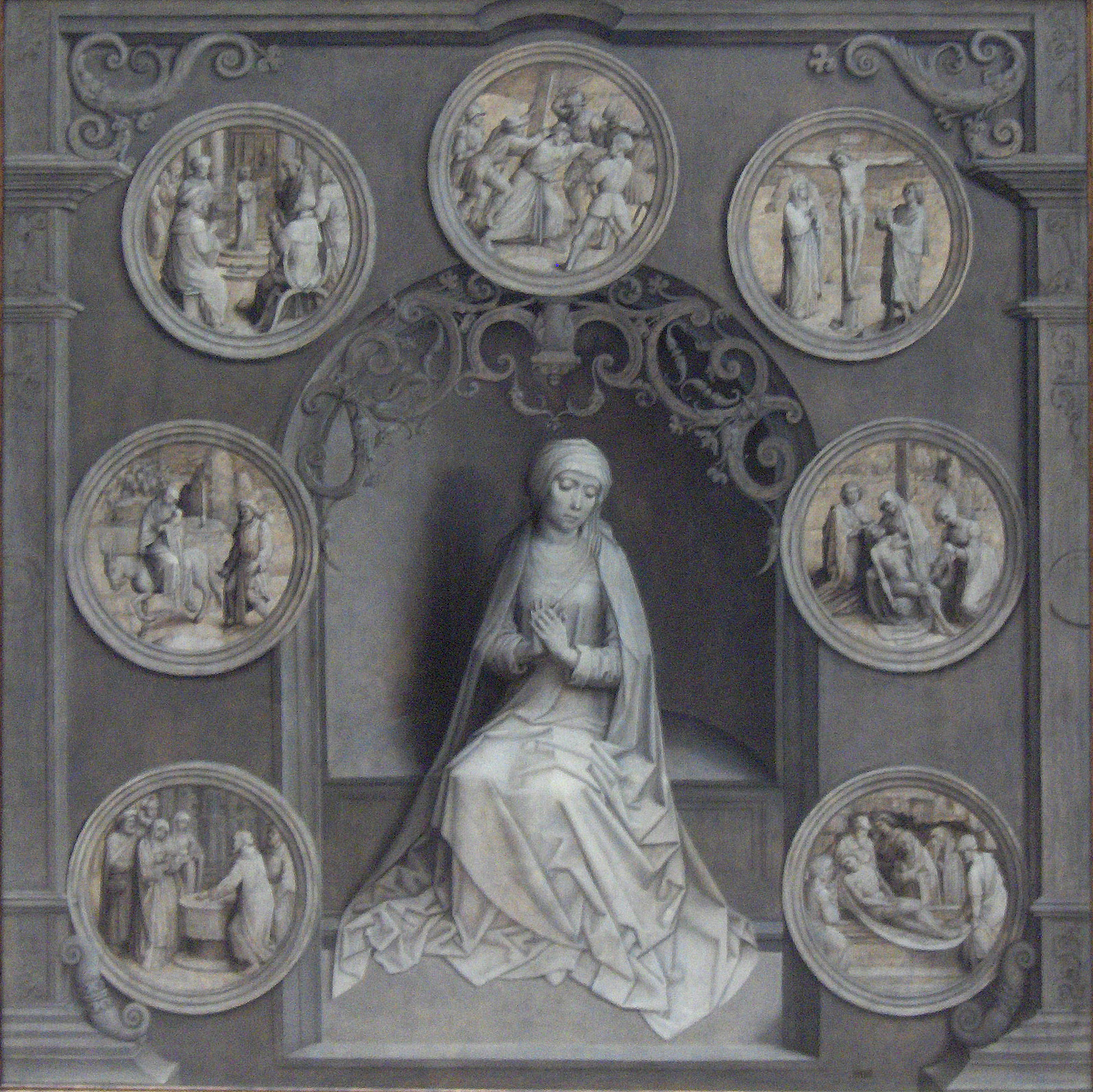
Maria, umgeben von Darstellungen der sieben Schmerzen

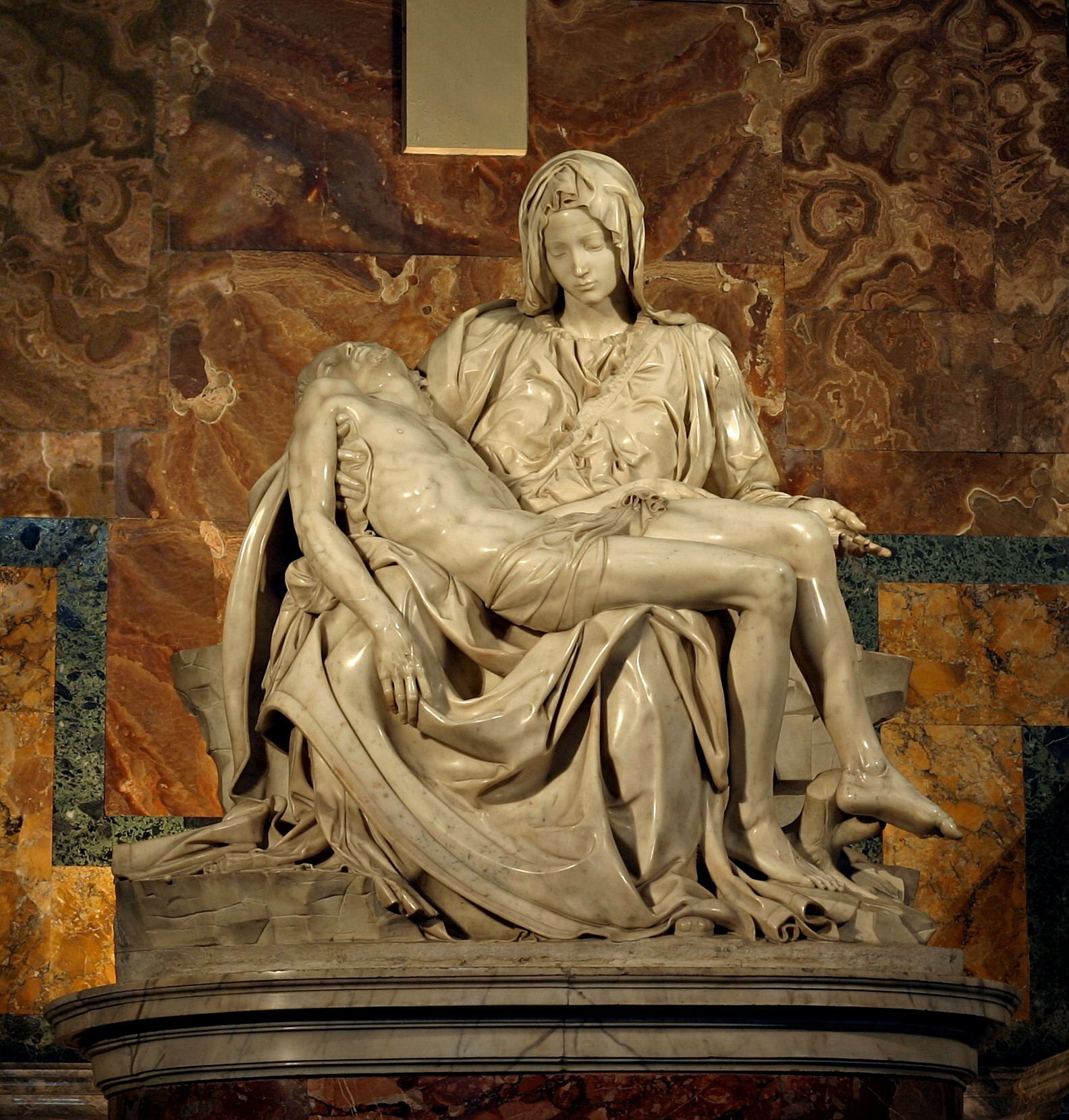
Pietà von Michelangelo im Petersdom

1. Darstellung Jesu im Tempel mit Weissagung Simeons: „Deine Seele wird ein Schwert durchdringen“ (Lk 2,34–35 EU)
2. Flucht nach Ägypten vor dem Kindermörder Herodes (Mt 2,13–15 EU)
3. Verlust des zwölfjährigen Jesus im Tempel (Lk 2,43–45 EU)
4. Jesus begegnet seiner Mutter auf dem Kreuzweg (unbiblische Szene)
5. Kreuzigung und Sterben Christi (Joh 19,17–39 EU)
6. Kreuzabnahme (vgl. Mt 27,57–59 EU) und Übergabe des Leichnams an Maria (Beweinung Christi)
7. Grablegung Jesu (Joh 19,40–42 EU)

Die Schmerzen Mariens bestehen zum einen im Mitleiden bei der Passion des Sohnes. Nach dem Bericht des Johannesevangeliums steht sie unter dem Kreuz. Eine der Stationen der Kreuzwegandacht ist die Begegnung Jesu mit seiner Mutter auf dem Weg nach Golgota. Eines der häufigsten christlichen Bildmotive überhaupt ist das Vesperbild, die Pietà: Nach der Kreuzabnahme hält Maria den Leichnam ihres Sohnes in den Armen. Hier besonders ist Maria Identifikationsfigur für Leidende und Trauernde.
Die Schmerzen Mariens umfassen aber auch die Entfremdung von ihrem Sohn. Schon der Zwölfjährige trennt sich nach dem Bericht des Lukasevangeliums in Jerusalem von seinen Eltern, um im Tempel, dem Haus seines Vaters, zu bleiben (Lk 2,41ff ). Bei der Hochzeit zu Kana weist Jesus Maria zuerst zurück, als sie ihn auf den Weinmangel aufmerksam macht (Joh 2 ). Und als sie mit mehreren Familienangehörigen nach ihm fragt, während er öffentlich lehrt und heilt, lässt er für sie keine Sonderstellung gelten (Lk 8,19–21 ).

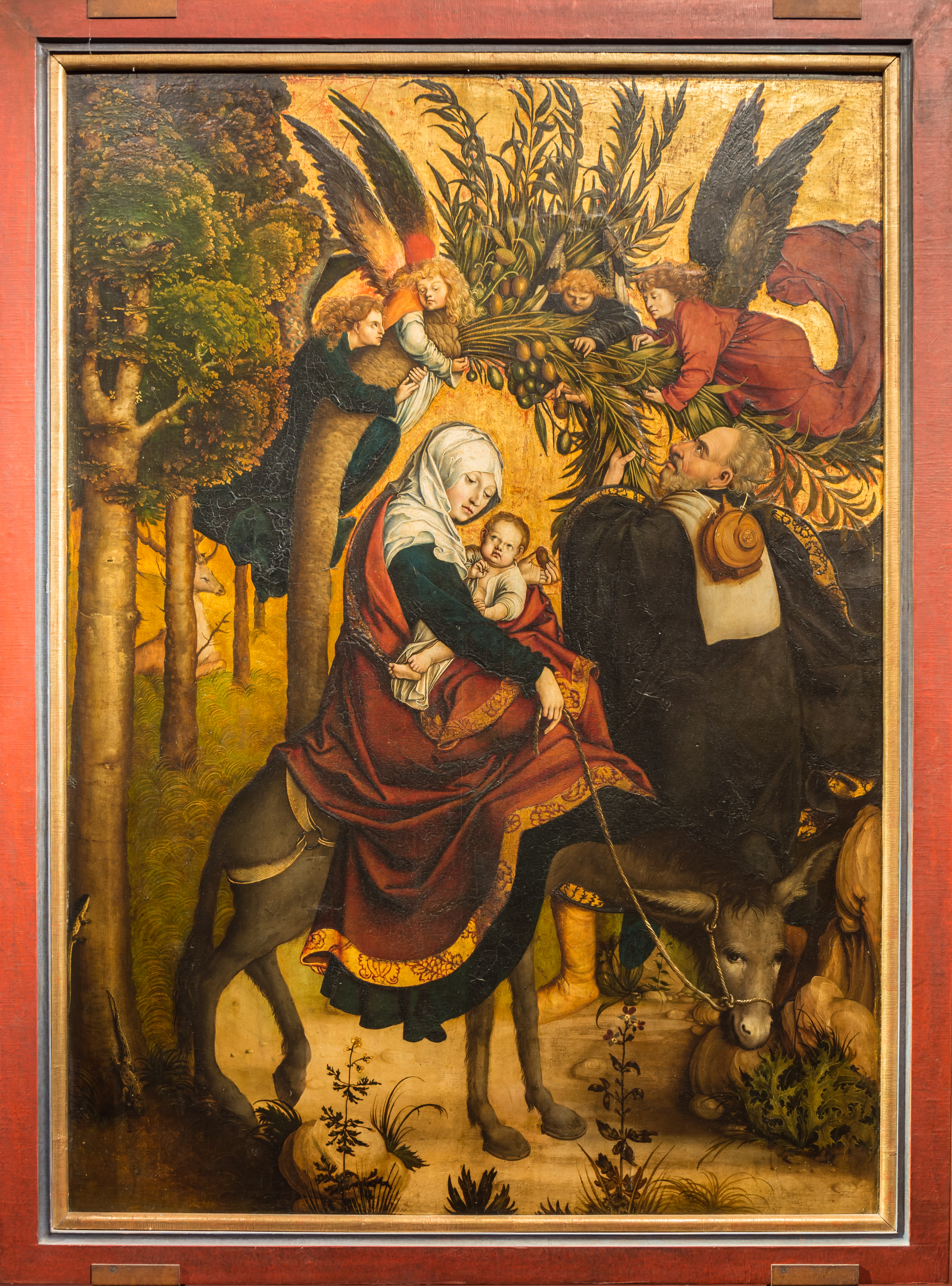
Die Flucht nach Ägypten, Melker Altar von Jörg Breu dem Älteren, 1502
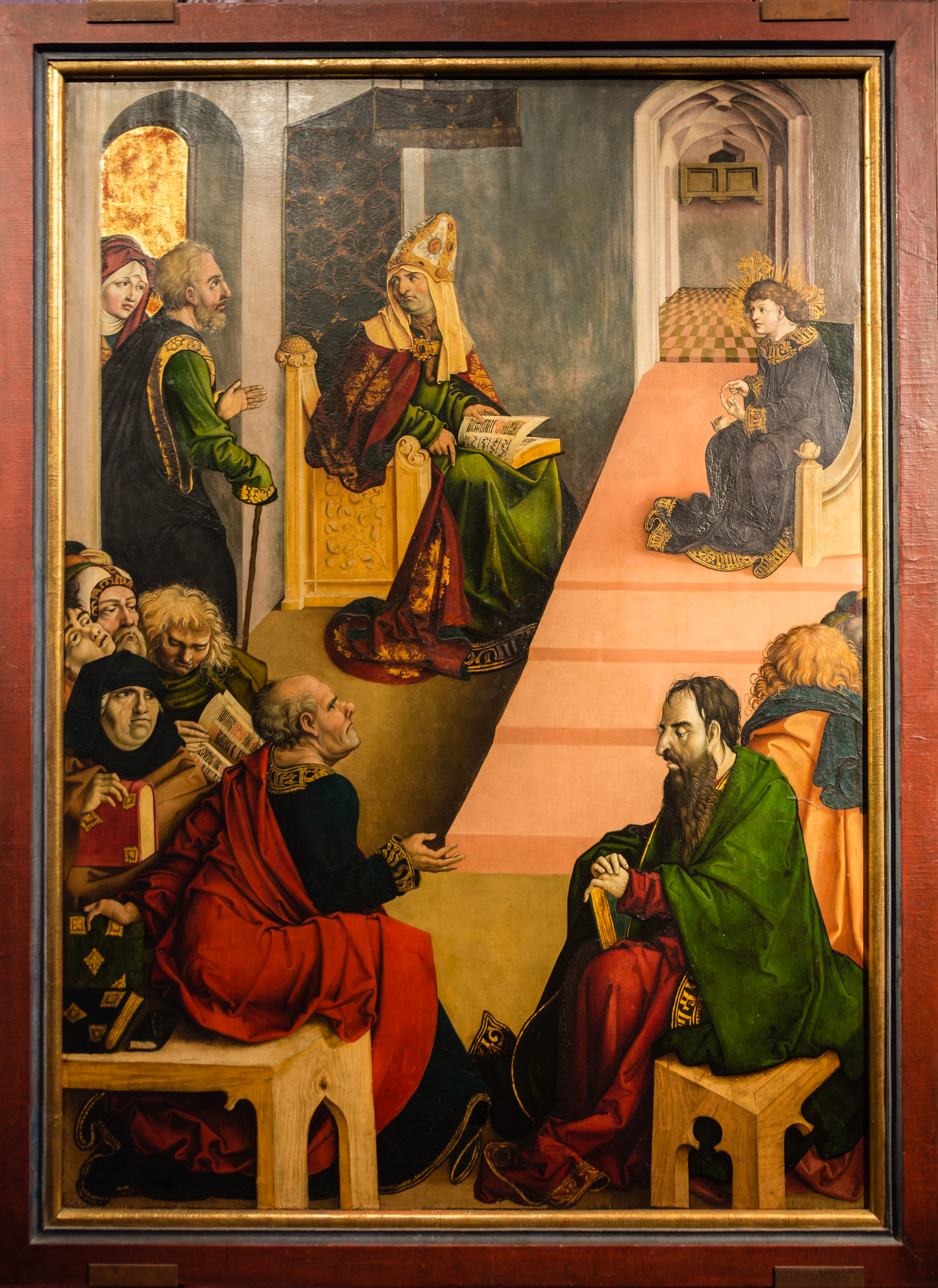
Der zwölfjährige Jesus im Tempel, Melker Altar von Jörg Breu dem Älteren, 1502

## Patrozinium
Den Schmerzen Mariens sind zahlreiche Kirchen und Kapellen gewidmet, darunter die Wallfahrtskapelle Nüchternbrunn im oberbayerischen Warngau. Zu ihr findet alljährlich am 15. September eine Wallfahrt statt.

## Stationenwege (Via matris)

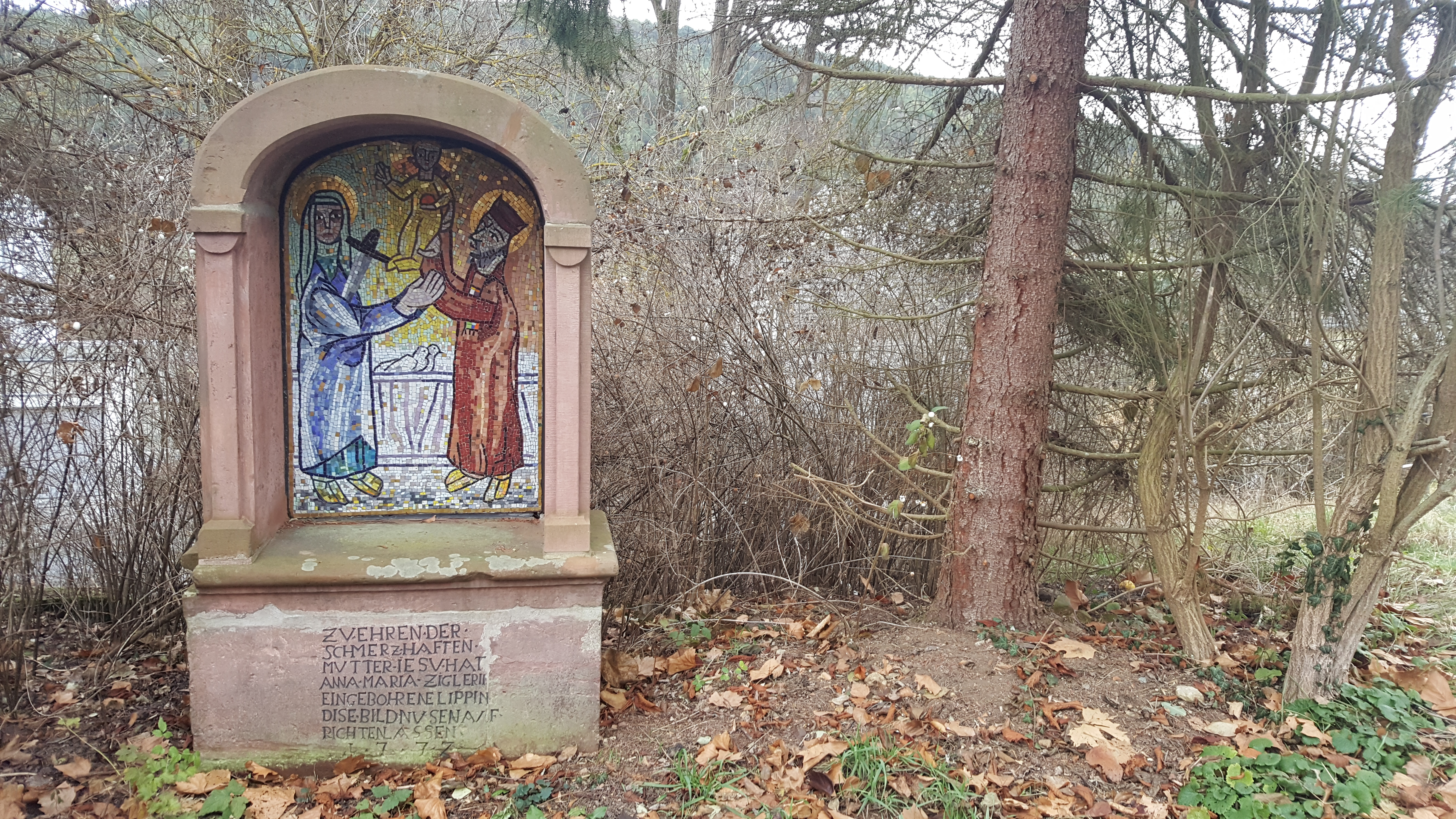
Erste Station der Via matris zur Verehrung der sieben Schmerzen Mariens in Tauberbischofsheim mit Mosaikbildern, auf denen ein Schwert zu sehen ist, das jedes Mal in das Herz der Mutter Jesu sticht

Stationenwege mit Darstellungen der sieben Schmerzen Mariens werden häufig Via Matris (‚Weg der Mutter‘) genannt. In der Regel stehen sieben Bildstöcke entlang eines Wallfahrtsweges zu einer Kapelle, an denen Beter einzeln oder in der Gruppe der Schmerzen Mariens gedenken können. Sie sind vergleichbar dem Kreuzweg mit Stationen aus dem Leidensweg Jesu.
Solche Wege befinden sich unter anderem in folgenden Orten:
- Aachen-Kornelimünster, erneuert 1809 am Weg zur Kapelle Maria im Schnee[1]
- Beselich, 1877 an der Maria-Hilf-Kapelle errichtet
- Gelsenkirchen-Buer, errichtet 2008 bei der Sieben-Schmerzen-Kapelle[2]
- Hennef-Bödingen, gestiftet 1756, verbindet die Josefskapelle in Lauthausen mit der Bödinger Wallfahrtskirche[3]
- Iffeldorf, errichtet 2017 an der Allee zur Heuwinklkapelle[4]
- Illingen, erste urkundliche Erwähnung 1747 am Weg zur Bergkapelle
- Klotten, am steilen Waldweg auf der rechten Moselseite vom Fähranleger nach Valwigerberg; Stationen teilweise zerstört
- Kronach-Glosberg, von der Wallfahrtskirche Mariä Geburt führt der steile Kreuzweg mit den sieben Stationen zur Waldkapelle.
- Tauberbischofsheimer Kreuzweg, aus dem 18. Jahrhundert, mit Mosaikbildern zu den sieben Schmerzen Mariens an sieben Stationen zur Stammbergkapelle